# Mehrfamilienhaus Catharinenstraße 6

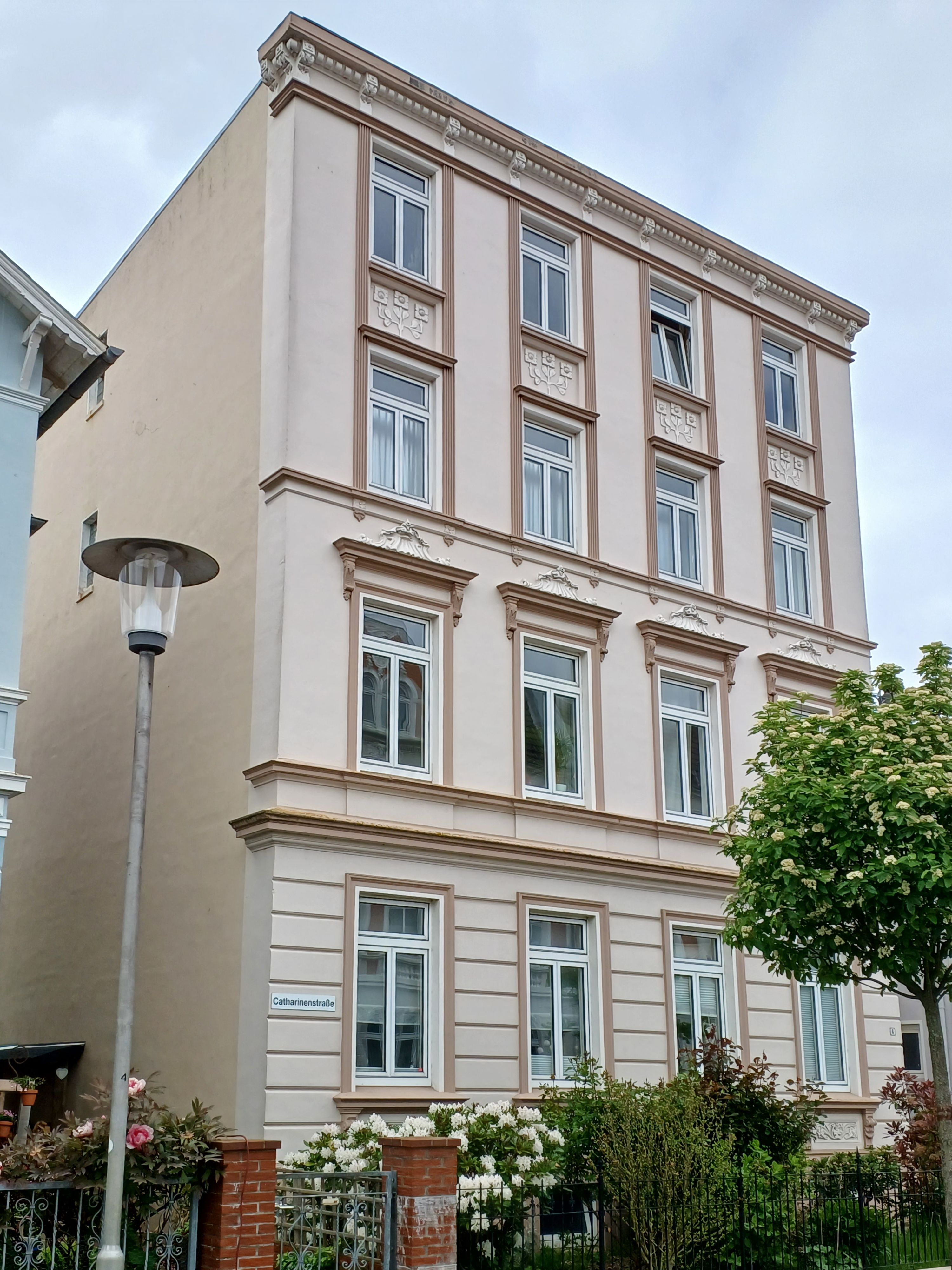
Mehrfamilienhaus Catharinenstraße 6 (2023)

Das Mehrfamilienhaus Catharinenstraße 6 in der niedersächsischen Kreisstadt Cuxhaven im Landkreis Cuxhaven stammt vom Anfang des 20. Jahrhunderts. Aktuell (2024) wird es als Wohnhaus genutzt.
Das Gebäude steht unter Denkmalschutz (siehe auch Liste der Baudenkmale in Cuxhaven).

## Geschichte und Beschreibung
Ab 1892 wurde westlich des Grünen Wegs in Cuxhaven ein Wohngebiet auf den Ländereien der Gärtnerei Otto Höpcke neu erschlossen. Stil-, material- und regionstypische ein- bis viergeschossige Bauten der Zeit entstanden. Die Straße entstand 1892/94, die Bürgersteige 1912. Sie wurde nach Catharina Höpcke, der Mutter des Erbauers, benannt.
Das viergeschossige traufständige vierachsige verputzte Gebäude mit Pultdach wurde 1898 zweigeschossig gebaut und 1906 aufgestockt. Die einfache Fassade wurde durch ein horizontales geschossteilendes und ein Dachgesims sowie Fensterrahmungen gestaltet und durch florale Motive in den oberen Brüstungszonen. Im Erdgeschoss erhielt sie eine Scheinquaderung.
Das Haus gehört zu einer Gruppe denkmalgeschützter Wohnhäuser der Catharinenstraße Nr. 2–13, Nr. 17–18, Nr. 23–25, Nr. 46–50 und Nr. 55–64.
Das Landesdenkmalamt befand u. a.: „… Die Wohnsiedlung bietet heute noch das geschlossene Bild eines von schmalen, oft noch durch die originalen Einfriedungen abgegrenzten Vorgärten geprägten Straßenzugs mit offener Wohnbebauung.“